# Knížectví Hutt River
Knížectví Huttovy řeky (anglicky Principality of Hutt River) byl mikronárod v Západní Austrálii o rozloze 75 kilometrů čtverečních.

## Historie
V roce 1970 rozhodla australská vláda o snížení kvót pro výkup pšenice. Leonard George Casley, majitel farmy na Huttově řece severně od města Geraldton, označil toto opatření za likvidační a vyhlásil 21. dubna 1970 nezávislost svého pozemku na Austrálii. Argumentoval jak porušením slova ze strany úřadů, tak tím, že objevitel Západní Austrálie James Stirling území vlastně nikdy oficiálně neprohlásil za majetek britské koruny. Protože australské úřady na vznik státu do dvou let nijak nezareagovaly, prohlásil 21. dubna 1972 Casley podle zákona samostatnost státu Provincie Huttova řeka za platnou. Oficiálně sice jeho stát nikdo neuznal, Casley však navázal kontakty s mnoha světovými státníky včetně papeže, vydává vlastní měnu (dolar Huttovy řeky) a diplomatické pasy. V roce 2006 byl stát přejmenován na Knížectví Huttovy řeky. Na jeho území trvale žije asi dvacet lidí, občany je však také okolo třinácti tisíc zahraničních sympatizantů. Hlavním městem je osada Nain.
V únoru 2017 odstoupil princ Leonard z funkce hlavy státu. Ve funkci ho vystřídal jeho syn Graeme Casley. 16. června 2017 byl Leonard George Casley západoaustralským soudem usvědčen z krácení daní a byla mu vyměřena pokuta ve výši 3 milionů australských dolarů. Kvůli vysokému zadlužení a výpadku turistických příjmů v důsledku pandemie covidu-19 oznámil dědic farmy Graeme Casley prodej pozemků mikronároda.

## Knížecí rodina
Hlavou státu byl kníže Leonard I., vlastním jménem Leonard George Casley (1925–2019), který vládl 45 let. Kněžnou byla jeho manželka Shirley. Korunní princ je nejstarší z jejich sedmi dětí Ian Casley (* 1947), regentem je Kevin Gale z Queenslandu, největší propagátor knížectví, který se stal v lednu 2017 hlavou státu po abdikaci Leonarda I. pod jménem Graeme I.

## Následovníci
Příklad Huttovy řeky vyvolal v sedmdesátých letech vlnu vyhlašování samostatných mikronárodů po celé Austrálii (Bumbunga, Rainbow Creek, Avram). Bylo to zdůvodňováno jak tradičním individualismem Australanů, tak i jejich historicky slabými vazbami na britskou vládu. Nejdelší životnost z těchto samozvaných státečků však má nejstarší z nich, Huttova řeka.

## Huttova řeka a Češi
V Československu zastupoval Knížectví Hutt River jako honorární konzul (1976–78) a konzul (1978–84) Vladimír Kříž. Konzulát měl sídlo v Jihlavě. V roce 1984 pomohl československému občanovi Vladimíru Křížovi diplomatický pas Huttovy řeky k emigraci na Západ. V roce 2000 byl na ruzyňském letišti zatčen dobrodruh Petr Suchý poté, co se prokázal doklady tohoto knížectví.